# Roncevaux
Roncevaux (hiszp. Puerto de Ibañeta; bask. Ibañetako Mendatea) – przełęcz w hiszpańskiej części Pirenejów Zachodnich w pobliżu granicy z Francją położona na wysokości 1057 m n.p.m. Łączy dwie miejscowości w prowincji Nawarra: Roncesvalles na południu z Luzaide na północy.
Przez przełęcz prowadzi Francuska Droga św. Jakuba oraz droga na szczyt Ortzanzurieta.

## Historia
Przełęcz była miejscem bitwy stoczonej 15 sierpnia 778 roku między tylną strażą wojsk frankijskich a góralami baskijskimi. Wojskami frankijskimi dowodził hrabia Roland. Roland poległ wraz ze swoimi żołnierzami.
Podczas wojny na Półwyspie Iberyjskim w latach 1807–1814 doszło tu do kolejnej bitwy, w której brały udział wojska napoleońskie oraz połączone siły brytyjsko-portugalskie.

## Galeria

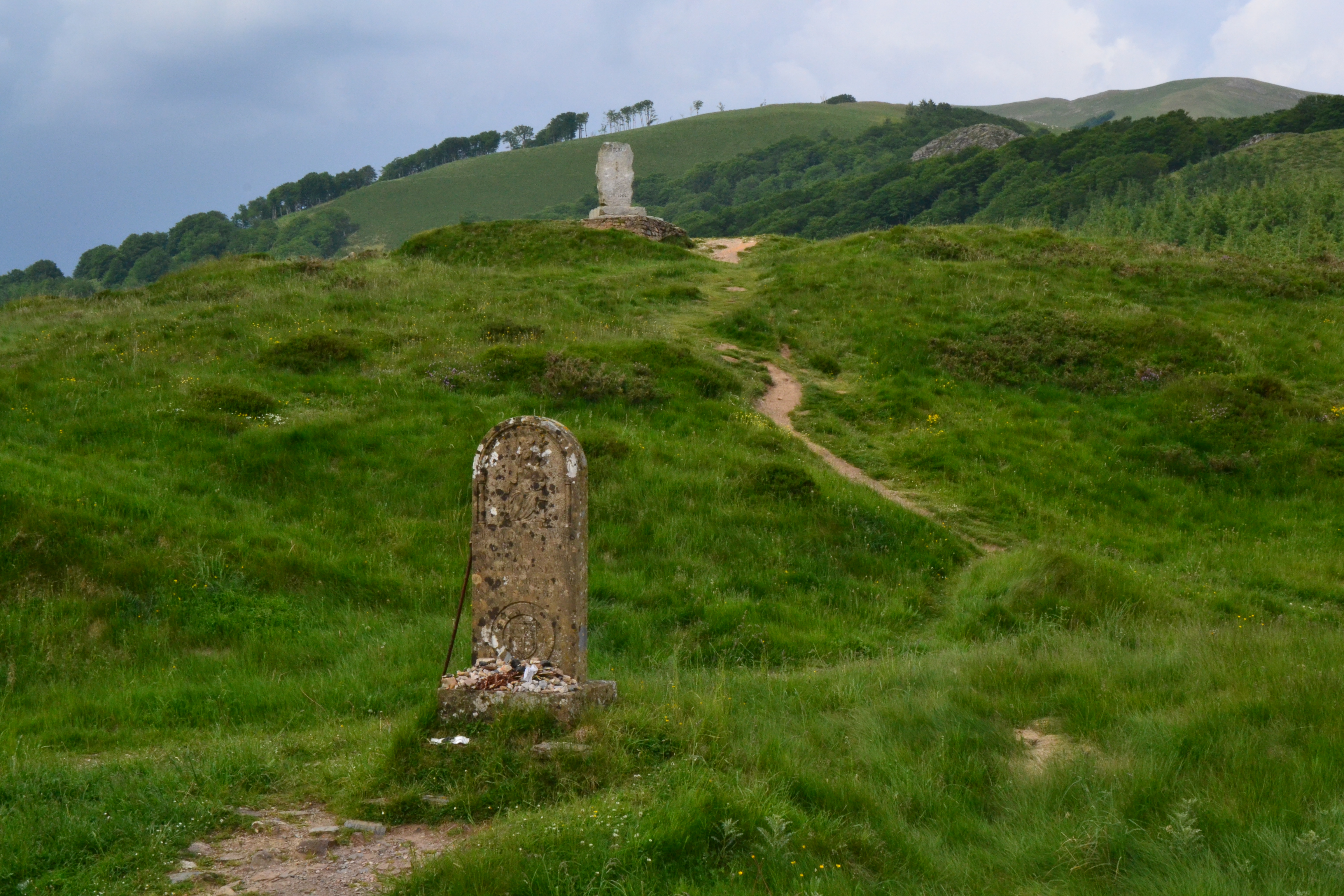
Przełęcz
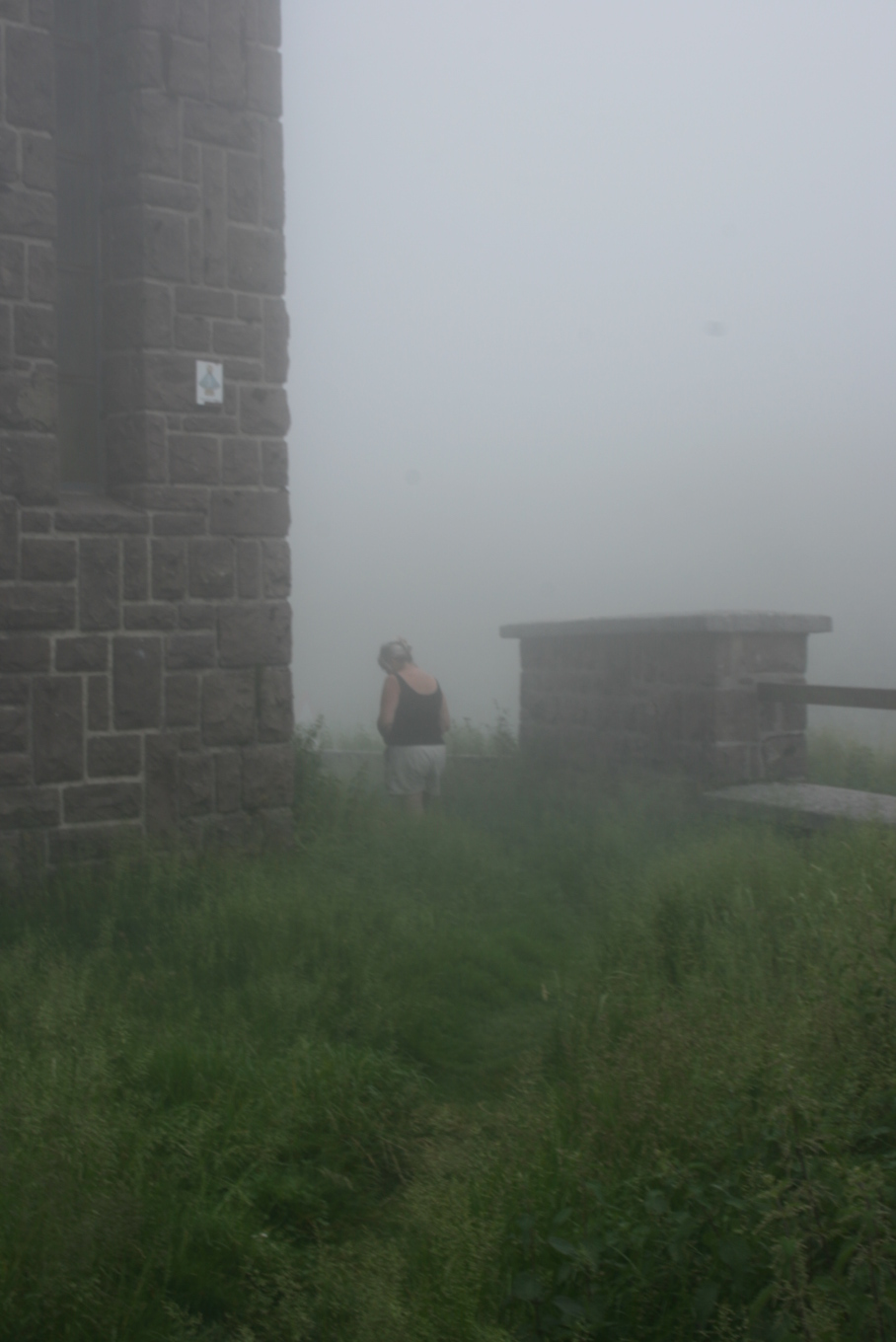
Kaplica na przełęczy